# Ice Hockey Journalists UK
Ice Hockey Journalists UK, abbreviato in IHJUK, è un'organizzazione creata nel 1984 per promuovere l'interesse verso l'hockey su ghiaccio e i suoi giornalisti, fotografi e telecronisti.  Inizialmente chiamata British Ice Hockey Writers Association, abbreviato in BIHWA, ha cambiato nome nel 2006 per riflettere il cambiamento nello sport e la sua copertura da parte dei media.
L'IHJUK è il custode della British Ice Hockey Hall of Fame. Un suo sotto-comitato seleziona le persone che hanno dato un eccezionale contributo allo sport e che quindi meritano di essere introdotte nella Hall.
La IHJUK assegna inoltre premi stagionali ad allenatori e giocatori, oltre a comporre le squadre per l'All-star game. Questi premi sono:
- Premio di allenatore dell'anno
- Premio di giocatore dell'anno
- Ice Hockey Annual Trophy per il miglior marcatore britannico
- British Netminder of the Year
- Alan Weeks Trophy per il miglior difensore britannico
- Best British Forward, per il miglior attaccante britannico
- Vic Batchelder Memorial Award per il miglior giovane britannico